# Безэлектродная лампа

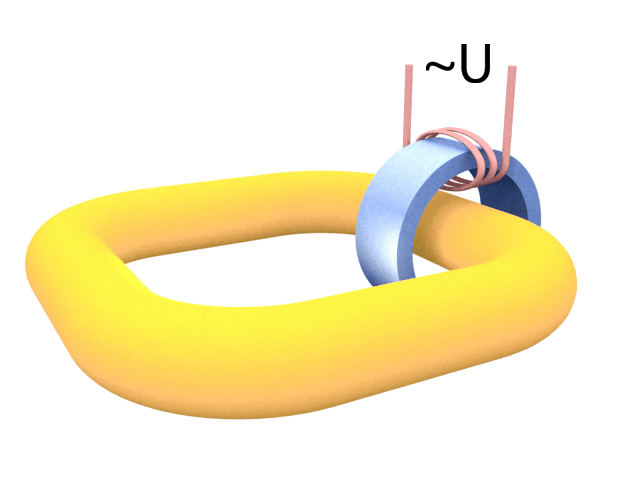
Устройство лампы

Безэлектро́дная ла́мпа — осветительный прибор (лампа), принцип действия которого основан на газовом разряде в высокочастотном электромагнитном поле. Отсутствие нитей накаливания или внутренних электродов позволяет повысить долговечность лампы и её мощность.
Безэлектродные безлюминофорные лампы имеют высокую стабильность параметров (яркость, спектральный состав) благодаря отсутствию деградирующих элементов конструкции.

## Устройство

Схема индукционной лампы с замкнутым сердечником с двухвитковой первичной обмоткой

На стеклянной или кварцевой колбе располагаются один или больше магнитопроводов с первичной обмоткой, на которые подается переменное напряжение высокой частоты (система аналогична трансформатору, где газовый разряд является вторичной обмоткой). Электронный блок, вырабатывающий высокочастотный ток может быть выполнен как отдельное устройство или находиться в одном корпусе с колбой. Состав газа и люминофора аналогичен обычным газоразрядным лампам.

## Области применения

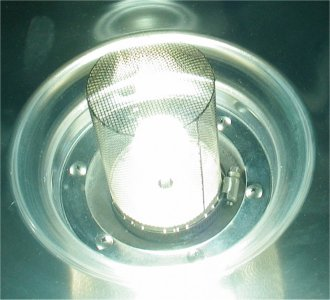
Серная лампа — тоже безэлектродная. Видна сетка подавления СВЧ-накачки.

- Ртутные лампы могут применяться для обеззараживания сточных вод и помещений.
- Наружное и внутреннее освещение.
- Лабораторные высокостабильные источники ультрафиолета.
- Разновидность безэлектродной лампы — серная лампа — получение света со спектром близким к солнечному.

## Достоинства
- Высокая мощность — до 300 Вт.
- Высокая светоотдача — до 120 лм/Вт.
- Возможность регулирования мощности лампы.
- Высокая стабильность параметров.

## Недостатки
- Необходимость борьбы с высокочастотным радиоизлучением.
- Сложная электроника генераторов накачки.